# Ampharetidae
Ampharetidae är en familj av ringmaskar som beskrevs av Anders Johan Malmgren 1866. Ampharetidae ingår i ordningen Terebellida, klassen havsborstmaskar, fylumet ringmaskar och riket djur. Enligt Catalogue of Life omfattar familjen Ampharetidae 268 arter. 

## Dottertaxa till Ampharetidae, i alfabetisk ordning[1][2]
- Adercodon
- Alkmaria
- Amage
- Amagopsis
- Amathys
- Amelinna
- Ampharana
- Ampharete
- Amphicteis
- Amphisamytha
- Amythas
- Amythasides
- Amythis
- Andamanella
- Anobothrella
- Anobothrus
- Aryandes
- Asabellides
- Auchenoplax
- Decemunciger
- Ecamphicteis
- Eclysippe
- Egamella
- Emaga
- Endecamera
- Eusamytha
- Eusamythella
- Glypanostoma
- Glyphanostomum
- Gnathampharete
- Grassleia
- Grubianella
- Hobsonia
- Hypania
- Hypaniola
- Irana
- Isolda
- Jugamphicteis
- Lysippe
- Lysippides
- Melinantipoda
- Melinna
- Melinnampharete
- Melinnata
- Melinnexis
- Melinnoides
- Melinnopsides
- Melinnopsis
- Mexamage
- Mugga
- Muggoides
- Neopaiwa
- Neosabellides
- Neosamytha
- Noanelia
- Pabits
- Paedampharete
- Paiwa
- Paralysippe
- Paramage
- Parampharete
- Paramphicteis
- Parhypania
- Pavelius
- Phyllampharete
- Phyllamphicteis
- Phyllocomus
- Pseudampharete
- Pseudamphicteis
- Pterampharete
- Pterolysippe
- Rytocephalus
- Sabellides
- Samytha
- Samythella
- Samythopsis
- Schistocomus
- Sosane
- Sosanella
- Sosanides
- Sosanopsis
- Weddellia
- Ymerana
- Zatsepinia